# Nachgelassener Walzer Nr. 4
Nachgelassener Walzer Nr. 4, är den fjärde och sista postuma valsen utan opustal av Johann Strauss den yngre. Den spelades första gången den 23 oktober 1903 i Theater an der Wien i Wien.

## Historia
När Johann Strauss dog i juni 1899 efterlämnade han en stor mängd musikmaterial i olika stadier av fullbordan. Hans änka Adèle Strauss var otröttlig i sina försök att få så mycket material som möjligt kompletta för uppföranden och publicering. Hennes ibland irriterande ovana att lägga sig i allt som rörde hennes avlidne make och dennes musik gav henne det inte smickrande öknamnet "Die lästige Witwe" (Den irriterande änkan), en ordlek på Franz Lehárs operett Den glada änkan (Die lustige Witve). En av de musiker som Adèle anförtrodde musikmaterialet var Adolf Müller junior (1839-1901), som under många år var dirigent vid Theater an der Wien och som hade arrangerat melodier från Strauss till operettpastischen Wiener Blut (1899). Han sammanställde fyra postuma valser (Nachgelassener Walzer) till orkesterarrangemang och klaverutdrag. Med egna blyertsanteckningar angav han också (förutom i klaverutdraget till vals nr 3, Odeon-Walzer) i detalj kronologin för varje verk. I fallet med Nachgelassener Walzer Nr. 4 började Müller arbetet med klaverutdraget den 24 april 1901 och avslutade det hela två dagar senare den 26 april. Hela orkesterpartituret påbörjades den 25 april 1901 och var färdigt den 28 april.
Tre av dessa fyra postuma valser fick sina titlar när de uppfördes: Nr. 1 fick heta Abschieds-Walzer, nr. 2 Ischler Walzer och nr. 3 hette från början Jung-Wien innan den döptes om till Odeon-Walzer 1907. Endast den fjärde, Nachgelassener Walzer Nr. 4 förblev utan titel och till skillnad från de tre andra gavs varken något klaverutdrag eller orkesternoter ut. Det första framförandet av valsen ägde förmodligen rum den 23 oktober 1903, då tonsättaren Alexander von Zemlinsky dirigerade den som inledning vid en gala där man firade den 300:e föreställningen av Strauss operett Zigenarbaronen på Theater an der Wien. Annonsen i tidningen Neue Freie Presse (23 oktober 1903) var typisk för sin tid:
"Dagens föreställning på Theater an der Wien, då den 300:e föreställningen av 'Der Zigeunerbaron' ska hyllas på festligt maner, kommer föregås av en hittills okänd vals från Johann Strauss dödsbo. Ledningen för Theater an der Wien har själv tagit kontakt med Strauss änka med önskningen att hon för detta tillfälle skulle tillgängliggöra ett okänt musikstycke av maestron. Frau Adèle Strauss har bifallt denna önskan genom att till teatern överlämna en vals som fram tills nu inte har framförts. Kapellmästare Zemlinsky har repeterat valsen, vilken kommer att spelas i början av föreställningen. Under valsens framförande kommer dörrarna förbli låsta, så det kommer inte vara möjligt för senkomna besökare att komma in. Valsen kommer spelas igen i morgon och på söndag, Johann Strauss födelsedag."
Tidningen Fremden-Blatt skrev om konserten: "I början av föreställningen hörde vi någonting helt nytt: en nyligen upptäckt vals av Johann Strauss, vilken återfanns i maestrons kvarlåtenskap, och vilken Zemlinsky dirigerade med energi och hetta. Själva valsen, vilken på många sätt påminner om Frühlingsstimmen till karaktären mottogs med varma applåder." Tidningen Neue Freie Presse recenserade också konserten och skrev: "Ledningen hade reserverat en loge för Johann Strauss änka och också bjudit in kompositören Sidney Jones, som för närvarande vistas i Wien. Aftonen började med framförandet av en postum vals av Johann Strauss. Stycket bär maestrons märke; det är frestande inbjudan till dans."
Valstema 1A av Nachgelassener Walzer Nr. 4 är identisk med refrängen till sången "Draußen in Sievering blüht schon der Flieder", arrangerad av Oscar Stalla (1879–1953) till sin operettpastisch (byggd på mindre kända och opublicerade melodier av Johann Strauss) Die Tänzerin Fanny Elßler. 

## Om valsen
Speltiden är ca 8 minuter och 30 sekunder plus minus några sekunder beroende på dirigentens musikaliska tolkning.

## Weblänkar
- Nachgelassener Walzer Nr. 4 i Naxos-utgåvan.